# Geoffrey Claustriaux
 (octobre 2024).
Causes possibles :
- Rédaction non-neutre car ne respectant pas la synthèse équilibrée attendue.
- Plan structurant la page comme une brochure promotionnelle ou une plaquette institutionnelle.
- Nombreuses informations sans réelle pertinence encyclopédique et pourtant montées en épingle. Ceci peut notamment se faire en recourant à des sources primaires ou non centrées, ou encore à un « cherry picking » des sources ; dans certains cas, cette utilisation des sources peut même donner lieu à une « synthèse inédite ».

Rappel : la pertinence des informations est à démontrer par des sources secondaires indépendantes et de qualité traitant le sujet.
Œuvres principales
Chroniques de l'Après-Monde ; Pentecôte ; Les Royaumes Éphémères ; LA[r]MES ; Confessions d'un Exorciste
Geoffrey Claustriaux, né le 20 décembre 1985 à La Louvière, est un écrivain, scénariste, chroniqueur et vidéaste web belge. 

## Biographie
Geoffrey Claustriaux est un auteur belge né en 1985 à La Louvière.
En 2006, il devient chroniqueur cinématographique sur le site horreur.net et critique musical pour le site zicactu.com (une activité à laquelle il a mis fin en 2009, par manque de temps).
En 2008, il entame la rédaction de son premier roman, qui sera finalement publié en 2012. 
Par la suite, il continuera à écrire dans le train, et sortira successivement la suite de sa saga Fantasy des Royaumes Éphémères (2014 et 2015), un roman de science-fiction intitulé Chroniques de l'Après-Monde (2014), lequel lui permettra d'être sélectionné pour le Prix Révélation 2015 des Futuriales et son premier roman policier, Pentecôte (2015), qui sera lui finaliste du prix Plume de Cristal 2016. 
Il se présente comme un grand fan de Stephen King, mais déclare que son principal modèle est Howard Phillips Lovecraft, qu'il considère comme l'un des écrivains d'horreur les plus influents du XXe siècle,.
En 2016, il a fait partie du jury du Festival international du film fantastique de Bruxelles (BIFFF) sous la présidence de Jaume Balagueró et aux côtés, entre autres, de Bai Ling, Marc Caro et Luigi Cozzi. 
Depuis 2017, il est le parrain de chaque édition du concours de nouvelles fantastiques organisé conjointement par la Confédération Parascolaire, la Fédération Wallonie-Bruxelles, le Festival international du film fantastique de Bruxelles, les Éditions Livr'S et la COCOF.
Depuis début 2020, il est également un collaborateur occasionnel du magazine de cinéma L'Écran fantastique.
Il est également, depuis fin 2023, un collaborateur régulier du média BTLV fondé par Bob Bellanca,,.

### Romans
| Titre                                                            | Édition originale                                         |
| ---------------------------------------------------------------- | --------------------------------------------------------- |
| Chroniques de l'Après-Monde                                      | Éditions Terre de Brume, 2014, (ISBN 978-2-84362-531-2)   |
| Pentecôte                                                        | Dricot, 2015, (ISBN 978-2-87095-487-4),                   |
| Les Royaumes Éphémères - Tome 1 : L’Ascension du Jeune Fauve     | Livr'S Éditions, 2017 (ISBN 978-2-930839-54-7)            |
| Les Royaumes Éphémères - Tome 2 : La Chute du Magentist          | Livr'S Éditions, 2017 (ISBN 978-2-930839-55-4)            |
| Les Royaumes Éphémères - Tome 3 : L’Hypérion des Océans          | Livr'S Éditions, 2017 (ISBN 978-2-930839-65-3)            |
| Les Royaumes Éphémères - Tome 4 : L’Homme au Triskèle            | Livr'S Éditions, 2017 (ISBN 978-2-930839-66-0)            |
| Les Royaumes Éphémères - Tome 5 : Le Plus Sombre des Deux Mondes | Livr'S Éditions, 2018 (ISBN 978-2-930839-76-9)            |
| Les Royaumes Éphémères - Tome 6 : Le Débarquement de Ka’Landia   | Livr'S Éditions, 2018 (ISBN 978-2-930839-77-6)            |
| Kidnapping                                                       | Livr'S Éditions, 2018 (ISBN 978-2-37910-002-4)            |
| Le Cycle des Exorceleurs - Tome 1 : Pherstone                    | Éditions AdA, 2019 (ISBN 978-2-89803-164-9)               |
| Dans Ton Camp                                                    | Livr'S Éditions, 2019 (ISBN 978-2-37910-025-3)            |
| Le Cycle des Exorceleurs - Tome 2 : Tenebrae                     | Éditions AdA, 2020 (ISBN 978-2-89808-145-3)               |
| Les aventures de Zack Cosmos : La planète des robots             | Mage Editions, 2021 (ISBN 978-249059-208-1)               |
| LA[r]MES                                                         | Livr'S Editions, 2022 (ISBN 978-2-37910-093-2)            |
| La Machine à Explorer les Dimensions                             | Dôshin Editions, 2022 (ISBN 978-2-95829-585-1)            |
| Confessions d’un Exorciste                                       | Éditions le Héron d'Argent, 2024 (ISBN 978-2-38618-007-1) |
| L’Animonde : la Chute de l’Europe                                | Éditions le Héron d'Argent, 2024 (ISBN 978-2-38618-039-2) |

### Recueils de Nouvelles
| Titre                                                 | Édition originale                              |
| ----------------------------------------------------- | ---------------------------------------------- |
| Année Nouvelles                                       | Livr'S Éditions, 2016 (ISBN 978-2-930839-20-2) |
| Nouvelles Saisons                                     | Livr'S Éditions, 2017 (ISBN 978-2-930839-56-1) |
| Sans Nouvelles                                        | Livr'S Éditions, 2018 (ISBN 978-2-930839-72-1) |
| Nouvelles Orléans                                     | Livr'S Éditions, 2019 (ISBN 978-2-37910-016-1) |
| Nouvelles Ère                                         | Livr'S Éditions, 2020 (ISBN 978-2-37910-042-0) |
| Les Dossiers de l'impossible                          | Horreur.net, 2023 (ISBN 979-8-37519-068-6)     |
| Les Dossiers de l'impossible - Volume 2               | Horreur.net, 2023 (ISBN 979-8-39905-990-7)     |
| Les Dossiers de l'impossible : Crimes et disparitions | Max Milo, 2024 (ISBN 978-2-31502-289-2)        |

## Prix et nominations
- 2015 : Finaliste du Prix Révélation 2015 des Futuriales pour Chroniques de l'Après-Monde[5]
- 2016 : Finaliste du Prix Plume de Cristal 2016, organisé dans le cadre du Festival international du film policier de Liège, pour Pentecôte[12],[13]
- 2022 : Finaliste du Prix Étrange des Collégiens, organisé dans le cadre du Festival Etrange grande, pour Les Royaumes Ephémères[14]

## Courts métrages
- 2015 : Chocolat, produit par l'ASBL Illusion, réalisé par Hugo Deghilage avec Laurent D'Elia et Alain Bellot[15].
- 2017 : Hérésis, produit par Cineca Production, réalisé par Anael Ca avec Olivier Duroy, Jill Vandermeulen et Vincent Santamaria[16],[17].
- 2023 : The Dark Eyes, réalisé par Brandon Gotto avec Margaux Colarusso et Philippe Soares Salgado[18]

## La Maison Claus
En juin 2023, il a lancé sur Youtube une chaîne de critiques cinématographiques mêlant informations journalistiques et humour, et principalement consacrée aux films d'horreur. Celle-ci se nomme "La Maison Claus", en référence à son nom de famille,.